# جوزيف لامب بودين
جوزيف لامب بودين (بالإنجليزية: Joseph Lamb Bodine)‏ هو قاضي ومحامي أمريكي، ولد في 6 نوفمبر 1883 في ترنتون في الولايات المتحدة، وتوفي بنفس المكان في 10 يونيو 1950.